# Élie Cartan

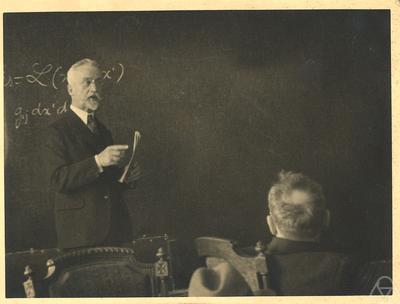
Élie Cartan

Élie Joseph Cartan (* 9. April 1869 in Dolomieu, Dauphiné; † 6. Mai 1951 in Paris) war ein französischer Mathematiker, der bedeutende Beiträge zur Theorie der Lie-Gruppen und ihrer Anwendungen lieferte. Er leistete darüber hinaus bedeutende Beiträge zur mathematischen Physik und zur Differentialgeometrie.

## Leben
Cartans Vater war Schmied und die Familie hätte ihm keine höhere Ausbildung finanzieren können, wenn sein Talent nicht einem Schulinspektor beim Besuch der Grundschule in Dolomieu aufgefallen wäre. Er erhielt ein Stipendium, um das Gymnasium (Lycée) in Lyon zu besuchen und danach ab 1888 die Eliteschule École normale supérieure in Paris. Nach seiner Promotion im Jahre 1894 unterrichtete er an der Universität in Montpellier und 1896 bis 1903 an der Universität Lyon. 1903 wurde er Professor in Nancy. 1909 begann er schließlich, in Paris zu unterrichten, wo er Dozent an der Sorbonne war und 1912 eine Professur in Analysis erhielt. 1920 wurde er Professor für rationale Mechanik und 1924 für Geometrie. Während des Ersten Weltkrieges arbeitete er im Hospital der École normale supérieure, war aber weiterhin wissenschaftlich tätig. 1940 emeritierte er.
Er war seit 1903 mit Marie-Luise Bianconi verheiratet, mit der er vier Kinder hatte. Sein Sohn Henri Cartan wurde ebenfalls ein bedeutender Mathematiker. Élie Cartans Schwester Anna (1878–1923) studierte an der École normale de jeune filles in Sèvres  und erhielt 1904 ihre Agrégation in Mathematik. Sie unterrichtete dann im Vorbereitungsdienst von Mathematiklehrerinnen an ihrer Alma Mater. Seine Tochter Hélène (1917–1952) war Mathematiklehrerin (sie studierte an der Ècole normale supérieure in Paris), veröffentlichte auch in den Comptes-rendus (1942), erkrankte aber bald darauf an Tuberkulose.
In den Jahren 1922–1932 korrespondierte Cartan mit Albert Einstein über die Theorie des Fernparallelismus, die auf der von Cartan entdeckten Torsion basierte. Die Einstein-Cartan-Theorie (ECT) stellt eine Synthese dieser Theorie mit Einsteins Allgemeiner Relativitätstheorie (ART) dar.
1915 war Cartan Präsident der Société Mathématique de France. 1931 wurde er Mitglied der Académie des sciences und 1937 assoziiertes Mitglied der Académie royale des Sciences, des Lettres et des Beaux-Arts de Belgique. 1939 wurde er Ehrenmitglied der London Mathematical Society. 1949 wurde er in die National Academy of Sciences gewählt. Ein nach ihm benannter Mathematikpreis (Prix Élie Cartan) wird von der Académie des sciences verliehen. Der Mondkrater Cartan und der Asteroid (17917) Cartan sind nach ihm benannt.

## Werk
Élie Cartan ist hauptsächlich bekannt für seine Untersuchungen zur Klassifikation halbeinfacher komplexer Lie-Algebren und seine Beiträge zur Differentialgeometrie. Nach ihm sind viele Konzepte der Theorie der Lie-Algebren wie Cartan-Unteralgebren, die Cartan-Involution, das Cartan-Kriterium und die Cartan-Matrix benannt. In der Differentialgeometrie tragen die Cartan-Ableitung, Cartan-Invariante und Maurer-Cartan-Gleichungen seinen Namen; manchmal werden auch Zusammenhänge auf Prinzipalbündeln (Hauptfaserbündeln) als Cartan-Zusammenhänge bezeichnet.
Er zeigte, dass bereits in der Newtonschen Physik aufgrund des Äquivalenzprinzips kräftefreie Bewegungen als geradlinige Bewegungen entlang einer Geodäten in einer gekrümmten „Newton-Cartan-Raumzeit“ gedeutet werden können (ähnlich wie in Einsteins Gravitationstheorie, aber mit einer im Newtonschen Sinn absoluten Zeit).
Nach eigenem Bekunden in seinem Werk Notice sur les travaux scientifiques war sein Hauptbeitrag zur Mathematik die Weiterentwicklung der Theorie der Lie-Gruppen und Lie-Algebren (zuerst in seiner Dissertation 1894). In Fortsetzung der Arbeit von Wilhelm Killing und Friedrich Engel arbeitete er an komplexen einfachen Lie-Algebren. Hier identifizierte er die 4 Hauptfamilien und die 5 Ausnahmefälle, womit eine vollständige Klassifikation erreicht wurde. Er führte auch das Konzept der algebraischen Gruppe ein, das aber erst nach 1950 ernsthafte Entwicklung erfuhr.
Er definierte die einheitliche Notierung alternierender Differentialformen, wie sie heute noch benutzt wird. Seine Herangehensweise an die Lie-Gruppen mithilfe der Maurer-Cartan-Gleichungen benötigte Gleichungen 2. Ordnung. Zu jener Zeit wurden nur Gleichungen 1. Ordnung (Pfaffsche Formen) benutzt. Mit der Einführung der 2. Ordnung für Ableitungen und weiteren Ordnungen wurde die Formulierung vergleichsweise allgemeiner Systeme partieller Differentialgleichungen möglich. Cartan führte die äußere Ableitung als eine vollständig geometrische und koordinatenunabhängige Operation ein. Diese führt auf natürliche Weise zu dem Bedürfnis, Differentialformen von beliebigem Grad p zu untersuchen. Wie Cartan berichtet, ist er durch die allgemeine Theorie partieller Differentialgleichungen, wie sie von Riquier beschrieben wurde, beeinflusst worden.
Cartan entdeckte 1913 in einem Aufsatz über Darstellungstheorie von Liegruppen das Spinor-Konzept, das jedoch erst nach der Entdeckung der Diracgleichung 1928 größere Aufmerksamkeit fand, und der Name Spinor wurde 1929 von dem Physiker Paul Ehrenfest geprägt. Cartan kam auf Spinoren ausführlich in seinen 1938 veröffentlichten Vorlesungen über Spinoren zurück.
Mit diesen Grundlagen – Lie-Gruppen und Differentialgleichungen höherer Ordnung – schuf er ein umfassendes Werk und führte einige grundlegende Techniken wie zum Beispiel die Rahmenfelder (moving frames) ein, die sich später in den Mainstream mathematischer Methoden integrierten.
In den Notice sur les Travaux Scientifiques unterteilt er seine Arbeit in fünfzehn Teilbereiche. In moderner Terminologie sind diese:
- Lie-Gruppen
- Darstellungen von Lie-Gruppen
- Hyperkomplexe Zahlen, Divisionsalgebra
- Partielle Differentialgleichungen, Cartan-Kähler-Theorem
- Äquivalenztheorie
- Integrierbare Systeme, Theorie der Prolongationen und Involutionssysteme
- Unendlichdimensionale Gruppen und Pseudogruppen
- Differentialgeometrie und begleitende Vielbeine (moving frames, repere mobile)
- Allgemeine Räume mit Strukturgruppe und Zusammenhängen, Cartan-Zusammenhang, Holonomie, Weyl-Tensor
- Geometrie und Topologie von Lie-Gruppen
- Riemannsche Geometrie
- Symmetrische Räume
- Topologie kompakter Gruppen und ihrer homogenen Räume
- Integral-Invarianten und klassische Mechanik
- Allgemeine Relativitätstheorie und Spinoren

Auf vielen dieser Gebiete war er ein Pionier. Die meisten – jedoch nicht alle – Themen, auf denen er relativ isoliert und von den Zeitgenossen unverstanden als Erster voranschritt, sind von späteren Mathematikern aufgegriffen und ausgebaut worden.
Cartan hielt mehrfach Plenarvorträge auf dem Internationalen Mathematikerkongress: in Oslo 1936 (Quelques aperçus sur le rôle de la théorie des groupes de Sophus Lie dans le développement de la géométrie moderne), Toronto 1924 (La théorie des groupes et les recherches récentes de géométrie différentielle) und Zürich 1932 (Sur les espaces riemanniens symétriques).

## Schriften
- Oeuvres complètes, 3 Teile in 6 Bänden, Paris 1952 bis 1955, Nachdruck Edition du CNRS 1984:
  - Teil 1: Groupes de Lie. (In 2 Bänden), 1952.
  - Teil 2, Band 1: Algèbre, formes différentielles, systèmes différentiels. 1953.
  - Teil 2, Band 2: Groupes finis, Systèmes différentiels, théories d´équivalence. 1953.
  - Teil 3, Band 1: Divers, géométrie différentielle. 1955.
  - Teil 3, Band 2: Géométrie différentielle. 1955.
- Geometry of Riemannian Spaces. Brookline, Massachusetts, 1983, zuerst La geometrie des espaces de Riemann. Gauthiers-Villars, 1925.
- On manifolds with affine connection and the general theory of relativity. Neapel, Bibliopolis 1986.
- The Theory of Spinors. Paris, Hermann 1966 (zuerst als Lecons sur le theorie des spineurs, Hermann 1938).
- Lecons sur la theorie des espaces a connexion projective. Gauthiers-Villars, 1937.
- La parallelisme absolu et la theorie unitaire du champ. Hermann, 1932.
- La theorie des groupes finis et continus et l´analysis situs. Gauthiers-Villars, 1930.
- Lecons sur la geometrie projective complexe. Gauthiers-Villars, 1931.
- Lecons sur la geometrie des espaces de Riemann. Gauthiers-Villars, 1928.
- Lecons sur les invariants integraux. Hermann, Paris, 1922.
- Notice sur les travaux scientifiques, Gauthier-Villars 1974